# St. Olav (Oslo)

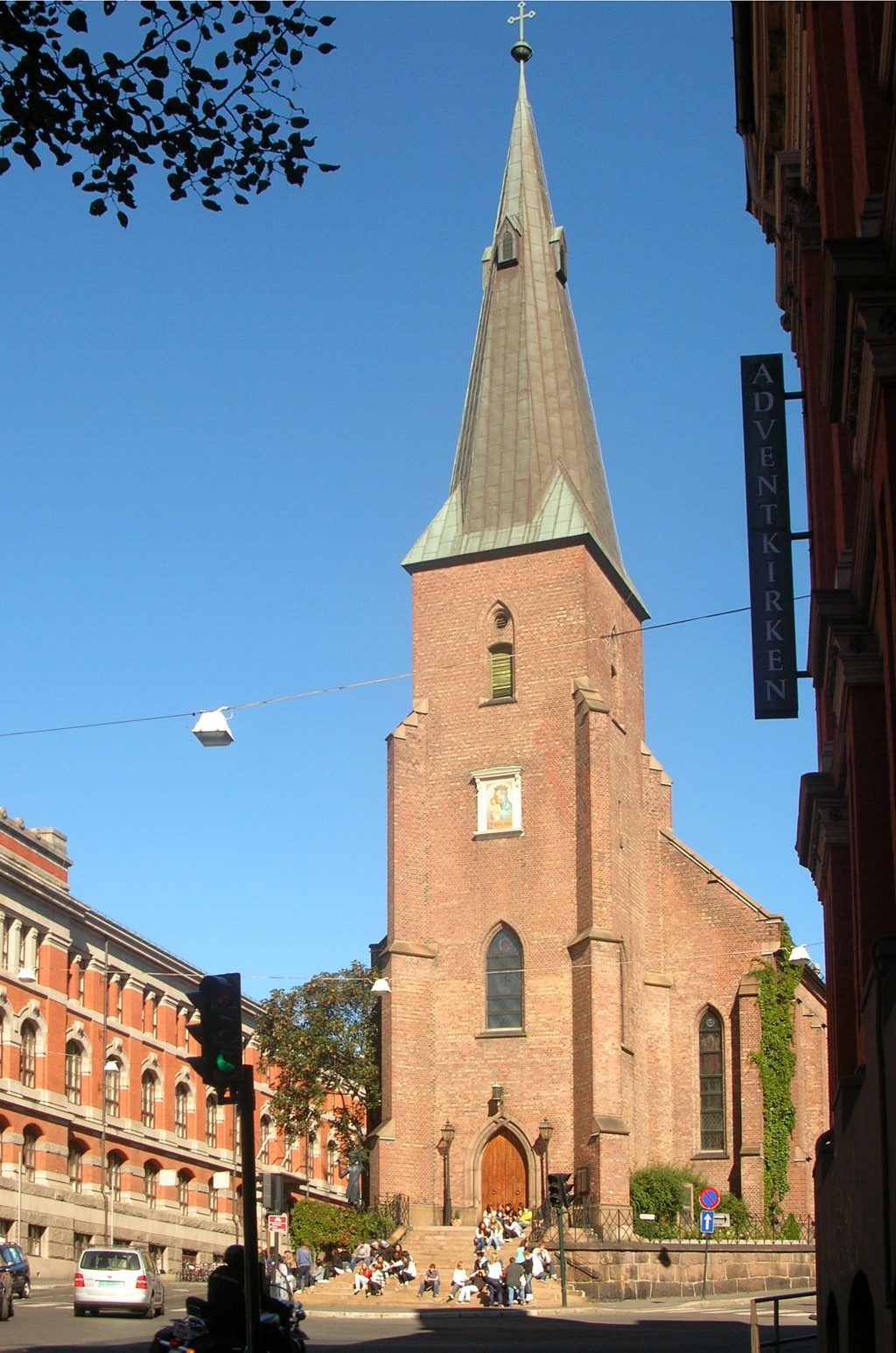
Außenansicht

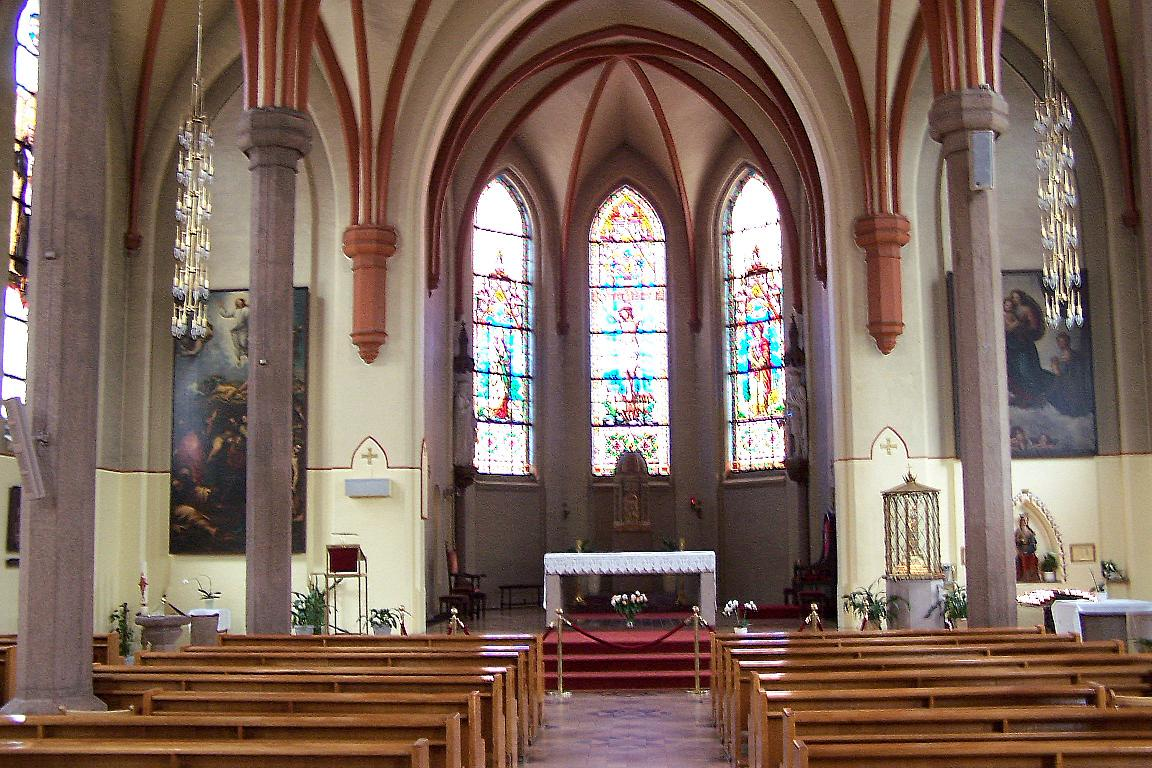
Innenraum

Der römisch-katholische Dom St. Olav (norwegisch Sankt Olavs Domkirke) ist Bischofskirche und Sitz des Bistums Oslo, gelegen in der norwegischen Hauptstadt Oslo.

## Bauwerk
Die Kirche befindet sich außerhalb der Innenstadt am Erlöserfriedhof (Vår Frelser kirkegård). Der Bau wurde nahezu ausschließlich über Spenden finanziert. Die größte Einzelspende kam von der katholischen Königin Josephine. Einige der heutigen Ausstattungsstücke wie z. B. das Altarbild stammen aus ihrem Privatbesitz. Die beiden deutschstämmigen Architekten Heinrich Ernst Schirmer und Wilhelm von Hanno waren die Erbauer der neugotischen Kirche, bei der im Jahr 1852 der Grundstein gelegt wurde. Die Kirche wurde 1856 der Öffentlichkeit zugänglich gemacht, blieb aber bis 1896 ungeweiht, da es in Norwegen keine katholischen Bischöfe gab. Erst mit der Errichtung des Bistums Oslo 1953 wurde die Kirche in den Rang einer Kathedrale erhoben. Sie ist bereits die zweite katholische Kathedrale in Oslo, die erste (St. Hallvard) war eine romanische Kirche aus dem 12. Jahrhundert. Zwischenzeitlich wurde sie protestantisch, musste aber nach einem Brand 1667 abgebrochen werden. Die Überreste dienten als Baumaterial für die Festung Akershus.

## Ausstattung
St. Olav ist das religiöse Zentrum für die ca. 200.000 in Norwegen lebenden Katholiken. Der Tabernakel aus italienischem Marmor ist ein Geschenk von Papst Pius IX. In der Olavskirche befindet sich auch die einzige Reliquie des Königs Olav, des Schutzpatrons Norwegens. Die letzte große Renovierung erfolgte 1975/76.

### Orgel
Die Orgel wurde 1970 von dem Orgelbauer J. H. Jørgensen erbaut. Das Instrument hat 20 Register auf zwei Manualen und Pedal. Die Trakturen sind mechanisch.
| I Hauptwerk C–g3 |             |    |
| 1.               | Principal   | 8′ |
| 2.               | Rørfløyte   | 8′ |
| 3.               | Oktav       | 4′ |
| 4.               | Spissfløyte | 4′ |
| 5.               | Oktav       | 2′ |
| 6.               | Mixtur III  |    |
| 7.               | Trompet     | 8′ |

| II Schwellwerk C–g3 |                 |    |
| 8.                  | Spissgamba      | 8′ |
| 9.                  | Vox celeste     | 8′ |
| 10.                 | Gedakt          | 8′ |
| 11.                 | Principal       | 4′ |
| 12.                 | Rørfløyte       | 4′ |
| 13.                 | Blokkfløyte     | 2′ |
| 14.                 | Sedecima        | 1′ |
| 15.                 | Sesquialtera II |    |
| 16.                 | Obo             | 8′ |
|                     | Tremulant       |    |

| Pedalwerk C–g1 |            |     |
| 17.            | Subbass    | 16′ |
| 18.            | Gedaktbass | 8′  |
| 19.            | Koralbass  | 4′  |
| 20.            | Fagott     | 16′ |